# Sam Feldt
Sam Feldt, de son vrai nom Sammy Renders, né le 1er août 1993 à Boxtel, est un disc jockey et producteur de musique néerlandais. Actif depuis 2014, il réside à Amsterdam. Aux côtés de Bakermat, Oliver Heldens et Don Diablo, il fait partie des artistes néerlandais les plus connus dans les genres deep house, tropical house et chill-out.

## Biographie
Sam Feldt commence sa carrière avec plusieurs remixes, dont On Trees And Birds And Fire, du groupe néerlandais I Am Oak, originaire de la ville d'Utrecht. Il signe dès ses débuts sous le label Spinnin' Deep, sous-label du groupe Spinnin' Records.
Il se fait remarquer en 2015 avec la sortie de Show Me Love, qui sera classé dans de nombreux charts nationaux : 28e en Belgique, 32e aux Pays-Bas et 33e en Australie. En France, le titre ne fera qu'une apparition à la 193e place. Kryder et Tom Staar, EDX et Quintino remixent à tour de rôle Show Me Love, relançant ainsi le single.
En août 2015, un nouveau single est dévoilé sur la page SoundCloud de Spinnin' Deep, Drive You Home, dont la sortie a lieu le 31 août 2015,.
En mars 2020 Sam Feldt annonce le lancement de son label « écologique » Heartfeldt Records

## Discographie

### Sous Sam Feldt

#### Albums

##### Albums studio
- 2025 : Time After Time

#### Singles
- 2013 : Alien (avec Dennis Kruissen)
- 2014 : Closure
- 2014 : Zolang Ik Jou Heb (avec De Hofnar)
- 2014 : Bloesem (avec De Hofnar)
- 2014 : Hot Skin (avec Kav Verhouzer)
- 2015 : Midnight Hearts (avec The Him feat. Angi3)
- 2015 : Show Me Love (feat. Kimberly Anne)
- 2015 : Drive You Home (avec The Him & The Donnies The Amys)
- 2016 : Been A While
- 2016 : Shadows Of Love (feat. Heidi Rojas)
- 2016 : Summer On You (avec Lucas & Steve feat. Wulf)
- 2016 : Runaways (avec Deepend feat. Teemu)
- 2016 : What About The Love
- 2017 : Open Your Eyes (avec Hook N Sling)
- 2017 : Fade Away (avec Lush & Simon feat. Inna)
- 2017 : YES (feat. Akon)
- 2017 : Be My Lover (avec Alex Schulz)
- 2017 : Wishing Well (feat. Olivia Sebastianelli)
- 2018 : Down for Anything (avec Möwe feat. Karra)
- 2018 : Know You Better (avec LVNDSCAPE feat. Tessa Odden)
- 2018 : Where's My Love (avec SYML)
- 2018 : Just To Feel Alive (feat. JRM)
- 2018 : Heaven (Don't Have A Name) (feat. Jeremy Renner)
- 2019 : Gold (avec Kate Ryan)
- 2019 : One Day (avec Yves V feat. Rozes)
- 2019 : Magnets (feat. Sophie Simmons)
- 2019 : Hide & Seek (avec SRNO feat. Joe Housley)
- 2019 : Post Malone (feat. Rani)
- 2019 : Winter Wonderland
- 2020 : 2 Hearts (avec Sigma feat. Gia Koka)
- 2020 : Hold Me Close (feat. Ella Henderson)
- 2020 : Far Away From Home (avec Vize feat. Leony)
- 2020 : You Should Know (avec Fedde le Grand feat. Craig Smart)
- 2020 : Use Your Love (avec The Him feat. GoldFord)
- 2020 : Paradise (avec Stevie Appleton)
- 2020 : Home Sweet Home (feat. Alma & Digital Farm Animals)
- 2020 : The Best Days (avec Karma Child feat. Tabitha)
- 2020 : Everything About You (feat. your friend polly)
- 2021 : Stronger (feat. Kesha)
- 2021 : Pick Me Up (avec Sam Fischer)
- 2021 : The Riddle (feat. Lateshift)
- 2021 : Call On Me (feat. Georgia Ku)
- 2021 : Follow Me (avec Rita Ora)
- 2022 : Madness (avec Frank Walker feat. Zak Abel)
- 2022 : Hate Me (avec Salem Ilese)
- 2022 : Late Night Feels (avec Monsta X)
- 2022 : Future In Your Hands (avec David Salomon feat. Aloe Blacc)
- 2022 : Better (avec Gavin James)
- 2022 : Don't Cry for Me
- 2023 : Enough To Drink (avec Cate Downey)
- 2023 : High Hells (Party Down Under) (vs. Flo Rida feat. Walker Hayes)
- 2023 : Dance With Somebody (avec Benny Bridges)
- 2023 : House for Kings (avec Tones and I)
- 2023 : Unwanted (avec Martin Jensen feat. Conor Maynard)
- 2023 : Dirty Talk (avec CMC$)
- 2023 : All the Things She Said
- 2023 : Memories (avec Sofiloud)
- 2023 : You Don't Even Know Me (avec Cheat Codes)
- 2023 : Last Christmas (feat. Anne Gudrun)

#### Remixes
- 2014 : Fleetwood Mac - Big Love (De Hofnar & Sam Feldt Remix)
- 2014 : Mumford and Sons - I Will Wait (Bloombox & Sam Feldt Remix)
- 2014 : Clean Bandit feat. Jess Glynne - Rather Be (Sam Feldt & The Voyagers Remix)
- 2014 : Naxxos - New Orleans (Sam Feldt Remix)
- 2014 : Sander van Doorn & Firebeatz - Guitar Track (Sam Feldt Remix)
- 2014 : I Am Oak - On Trees And Birds And Fire (Sam Feldt & Bloombox Remix)
- 2014 : Syn Cole - Bright Lights (Sam Feldt Remix)
- 2014 : José González - Stay Alive (Sam Feldt & Chris Meid Remix)
- 2015 : Hedegaard feat. Lukas Graham - Happy Home (Sam Feldt Remix)
- 2015 : Zwette feat. Molly - Rush (Sam Feldt Remix)
- 2015 : Showtek feat. MC Ambush - 90s by Nature (Sam Feldt Remix)
- 2015 : Gabriel & Castellon - Shut Your Eyes (Sam Feldt Remix)
- 2015 : Brika - Options (Sam Feldt Remix)
- 2015 : Icona Pop - Emergency (Sam Feldt Remix)
- 2015 : Avicii - Waiting for Love (Sam Feldt Remix)
- 2015 : Milow - Mistaken (Sam Feldt Remix)
- 2015 : Thomas Jack - Rivers (Sam Feldt & De Hofnar Remix)
- 2015 : On June feat. Tesity - The Devil's Tears (Sam Feldt Edit)
- 2015 : Years and Years - Eyes Shut (Sam Feldt Remix)
- 2016 : Halsey - Colors (Sam Feldt Remix)
- 2016 : Janieck - Feel the Love (Sam Feldt Edit)
- 2016 : R3hab & Quintino - Freak (Sam Feldt Remix)
- 2016 : Rob Thomas - Pieces (Sam Feldt Remix)
- 2016 : Birdy - Wild Horses (Sam Feldt Remix)
- 2016 : King Arthur feat. TRM - Right Now (Sam Feldt Edit)
- 2017 : Sir Notch - Please Don't Go (Sam Feldt Remix)
- 2017 : Flatdisk feat. Dave Thomas Jr. - Higher (Sam Feldt Remix)
- 2017 : Sean Paul feat. Dua Lipa - No Lie (Sam Feldt Remix)
- 2017 : Haevn - Bright Lights (Sam Feldt Remix)
- 2017 : Kygo feat. JHart - Permanent (Sam Feldt Remix)
- 2017 : A R I Z O N A - Oceans Away (Sam Feldt Remix)
- 2017 : Frank Walker feat. Andrew Jackson - Young (Sam Feldt Remix)
- 2018 : SYML - Where's My Love (Sam Feldt Edit / Club Mix)
- 2018 : Shaun feat. Conor Maynard - Way Back Home (Sam Feldt Edit / Festival Mix)
- 2019 : Rodney Atkins - Caught Up in the Country (Sam Feldt Remix)
- 2019 : Rita Ora - Only Want You (Sam Feldt Remix)
- 2019 : Drax Project feat. Hailee Steinfeld - Woke Up Late (Sam Feldt Remix)
- 2019 : Juanes feat. Alessia Cara - Querer Mejor (Sam Feldt Remix)
- 2019 : Freya Ridings - Castles (Sam Feldt Remix)
- 2019 : Ed Sheeran feat. Camila Cabello & Cardi B - South of the Border (Sam Feldt Remix)
- 2019 : AJ Mitchell & Ava Max - Slow Dance (Sam Feldt Remix)
- 2019 : James Blunt - The Truth (Sam Feldt Remix)
- 2020 : Möwe feat. Conor Maynard & Rani - Talk to Me (Sam Feldt Edit)
- 2020 : Jaymes Young - Happiest Year (Sam Feldt Remix)
- 2020 : JeeCee - Milavain (Sam Feldt Edit)
- 2020 : Rita Ora - How to Be Lonely (Sam Feldt Remix)
- 2020 : Dermot Kennedy - Giants (Sam Feldt Remix)
- 2020 : Clean Bandit & Mabel feat. 24kGoldn - Tick Tock (Sam Feldt Remix)
- 2020 : Elderbrook - Back to My Bed (Sam Feldt Remix)
- 2021 : Sam Fischer & Demi Lovato - What Other People Say (Sam Feldt Remix)
- 2021 : Illenium feat. Iann Dior - First Time (Sam Feldt Remix)
- 2021 : Duncan Laurence - Arcade (Sam Feldt Remix)
- 2021 : Sam Feldt & Sam Fischer - Pick Me Up (Sam Feldt Club Mix)
- 2021 : Calum Scott - Rise (Sam Feldt Remix)
- 2022 : Jonah Kagen - Catching a Dream (Sam Feldt Remix)
- 2022 : George Ezra - Green Green Grass (Sam Feldt Remix)
- 2022 : Becky Hill & Galantis - Run (Sam Feldt Remix)
- 2022 : Sam Ryder - Space Man (Sam Feldt Remix)
- 2022 : Charlie Puth feat. Jungkook - Left and Right (Sam Feldt Remix)
- 2022 : Craig David & Galantis - DNA (Sam Feldt Remix)
- 2022 : Kygo feat. Emily Warren - How Many Tears (Sam Feldt Remix)
- 2022 : P!nk - Never Gonna Not Dance Again (Sam Feldt Remix)
- 2023 : Flo Rida feat. Walker Hayes - High Heels (Sam Feldt Remix)
- 2023 : Switch Disco & Ella Henderson - React (Sam Feldt Remix)
- 2023 : R3hab & Inna & Sash! - Rock My Body (Sam Feldt Remix)
- 2023 : Conor Maynard - Storage (Sam Feldt Remix)

### Sous Endless Summer (avecJonas Blue)

#### Singles
- 2022 : Till The End (avec Sam DeRosa)
- 2023 : Crying On The Dancefloor (avec Violet Days)

#### Remixes
- 2023 : Jonas Blue & Rani - Finally (Endless Summer & Wave Wave Remix)
- 2023 : Sam Feldt & Sofiloud - Memories (Endless Summer & Wave Wave Remix)